# Seznam nejdéle vládnoucích panovníků
Seznam nejdéle vládnoucích panovníků uvádí jména dvaceti pěti nejdéle vládnoucích svrchovaných panovníků, u kterých existují historické prameny s přesně doložitelnými daty vlády. Byzantští císaři Konstantin VIII. a Basileios II., vládnoucí celkem 66 let (962–1028) a celkem 65 let (960–1025), nejsou zahrnuti, protože po část těchto období vládli pouze nominálně jako mladší spolucísaři vedle starších císařů.
Případná doba regentství se na úkor panovníků neodečítá. Proto je Ludvík XIV. Francouzský uveden na prvním místě mezi panovníky suverénních států, ačkoliv reálně vládl jen 64 let, neboť jeho matka Anna Rakouská byla prvních 8 let jeho regentkou. Nedělá se rozdíl mezi absolutní a konstituční monarchií, a proto je britská královna Alžběta II. uvedena na druhém místě, přestože po celou dobu vykonávala pouze ceremoniální funkci. 
Většina panovníků v seznamu vládla až do své smrti. Výjimkami jsou Čchien-lung (abdikoval ve věku 84 let), Vilemína Nizozemská (abdikace v 68 letech), a Petr II. Brazilský a Nikola I. Černohorský, jejichž vláda byla ukončena zánikem jejich monarchie. 

## Seznam panovníků podle délky vlády
| Poř. | Panovník | Panovník                         | Stát                                                                                    | Období vlády       | Období vlády       | Délka      | Délka            | Věk při nástupu | Reference     |
| Poř. | Panovník | Panovník                         | Stát                                                                                    | Začátek            | Konec              | Dny        | Roky a dny       | Věk při nástupu | Reference     |
| ---- | -------- | -------------------------------- | --------------------------------------------------------------------------------------- | ------------------ | ------------------ | ---------- | ---------------- | --------------- | ------------- |
| 1.   |          | Ludvík XIV.                      | Andorra Francouzské království                                                          | 14. května 1643    | 1. září 1715       | 26 407 dní | 72 let a 110 dní | 4               | [ 1 ]         |
| 2.   |          | Alžběta II.                      | Austrálie Kanada Nový Zéland Spojené království                                         | 6. února 1952      | 8. září 2022       | 25 782 dní | 70 let a 214 dní | 25              | [ 2 ] [ 3 ]   |
| 3.   |          | Ráma IX. (Pchúmipchon Adunjadét) | Thajsko                                                                                 | 9. června 1946     | 13. října 2016     | 25 694 dní | 70 let a 126 dní | 18              |               |
| 4.   |          | Jan II.                          | Lichtenštejnsko                                                                         | 12. listopadu 1858 | 11. února 1929     | 25 658 dní | 70 let a 91 dní  | 18              | [ 4 ]         |
| 5.   |          | K'inich Janaab' Pakal I.         | Palenque (Mexiko)                                                                       | 29. července 615   | 31. srpna 683      | 24 870 dní | 68 let a 33 dní  | 12              | [ 5 ]         |
| 6.   |          | František Josef I.               | Rakouské císařství (1848–1867) Rakousko-Uhersko (1867–1916)*                            | 2. prosince 1848   | 21. listopadu 1916 | 24 825 dní | 67 let a 355 dní | 18              | [ 6 ]         |
| 7.   |          | Chan Imix Kʼawiil                | Copán (Honduras)                                                                        | 5. února 628       | 15. června 695     | 24 602 dní | 67 let a 130 dní | 23?             | [ 7 ] [ 8 ]   |
| 8.   |          | Ferdinand I. (IV. & III.)        | Sicilské království (1759–1816) Království obojí Sicílie (1816–1825)*                   | 6. října 1759      | 4. ledna 1825      | 23 831 dní | 65 let a 90 dní  | 8               | [ 9 ]         |
| 9.   |          | Viktorie                         | Spojené království                                                                      | 20. června 1837    | 22. ledna 1901     | 23 226 dní | 63 let a 216 dní | 18              |               |
| 10.  |          | Jakub I.                         | Aragonské království                                                                    | 12. září 1213      | 27. července 1276  | 22 964 dní | 62 let a 319 dní | 5               | [ 10 ]        |
| 11.  |          | Hirohito (císař Šówa)            | Japonsko                                                                                | 25. prosince 1926  | 7. ledna 1989      | 22 659 dní | 62 let a 13 dní  | 25              | [ 11 ]        |
| 12.  |          | Kchang-si                        | říše Čching (Čína)                                                                      | 5. února 1661      | 20. prosince 1722  | 22 597 dní | 61 let a 318 dní | 6               | [ 12 ]        |
| 13.  |          | Honoré III.                      | Monako                                                                                  | 29. prosince 1731  | 13. ledna 1793     | 22 296 dní | 61 let a 15 dní  | 11              | [ 13 ] [ 14 ] |
| 14.  |          | Itzamnaaj B'alam III.            | Yaxchilán (Mexiko)                                                                      | 20. října 681      | 15. června 742     | 22 153 dní | 60 let, 238 dní  | 34              |               |
| 15.  |          | Kʼakʼ Tiliw Chan Yopaat          | Quiriguá (Guatemala)                                                                    | 29. prosince 724   | 27. července 785   | 22 125 dní | 60 let, 210 dní  | ?               | [ 15 ] [ 16 ] |
| 16.  |          | Čchien-lung                      | říše Čching (Čína)                                                                      | 18. října 1735     | 9. února 1796      | 22 029 dní | 60 let a 114 dní | 24              | [ 17 ]        |
|      |          | Alžběta II.                      | Jamajka                                                                                 | 6. srpna 1962      | 8. září 2022       | 21 948 dní | 60 let a 33 dní  | 36              |               |
| 17.  |          | Kristián IV.                     | Dánsko-Norsko                                                                           | 4. dubna 1588      | 28. února 1648     | 21 879 dní | 59 let a 330 dní | 10              | [ 18 ]        |
| 18.  |          | Jiří III.                        | Irské království (1760–1800) Velká Británie (1760–1800) Spojené království (1801–1820)* | 25. října 1760     | 29. ledna 1820     | 21 644 dní | 59 let a 96 dní  | 22              |               |
| 19.  |          | Ludvík XV.                       | Andorra Francouzské království                                                          | 1. září 1715       | 10. května 1774    | 21 436 dní | 58 let, 251 dní  | 5               | [ 19 ]        |
| 20.  |          | Petr II.                         | Brazilské císařství                                                                     | 7. dubna 1831      | 15. listopadu 1889 | 21 407 dní | 58 let, 222 dní  | 5               | [ 20 ]        |
| 21.  |          | Al-Mustansir Billáh              | Fátimovský chalífát (Egypt)                                                             | 13. června 1036    | 29. prosince 1094  | 21 383 dní | 58 let, 199 dní  | 6               | [ 21 ] [ 22 ] |
| 22.  |          | Nikola I.                        | Černohorské knížectví (1860–1910) Černohorské království (1910–1918)*                   | 13. srpna 1860     | 26. listopadu 1918 | 21 288 dní | 58 let, 105 dní  | 18              | [ 23 ]        |
| 23.  |          | Vilemína                         | Nizozemsko                                                                              | 23. listopadu 1890 | 4. září 1948       | 21 104 dní | 57 let, 286 dní  | 10              | [ 24 ]        |
| 24.  |          | Jakub VI.                        | Skotské království                                                                      | 24. července 1567  | 27. března 1625    | 21 066 dní | 57 let, 246 dní  | 1               | [ 25 ]        |
| 25.  |          | Konrád I.                        | Burgundské království                                                                   | 11. července 937   | 19. října 993      | 20 554 dní | 56 let, 100 dní  | 12?             | [ 26 ]        |

* – přímo na sebe navazující státní útvary, počítá se dohromady jako jedna vláda